# Bruno-Kreisky-Park

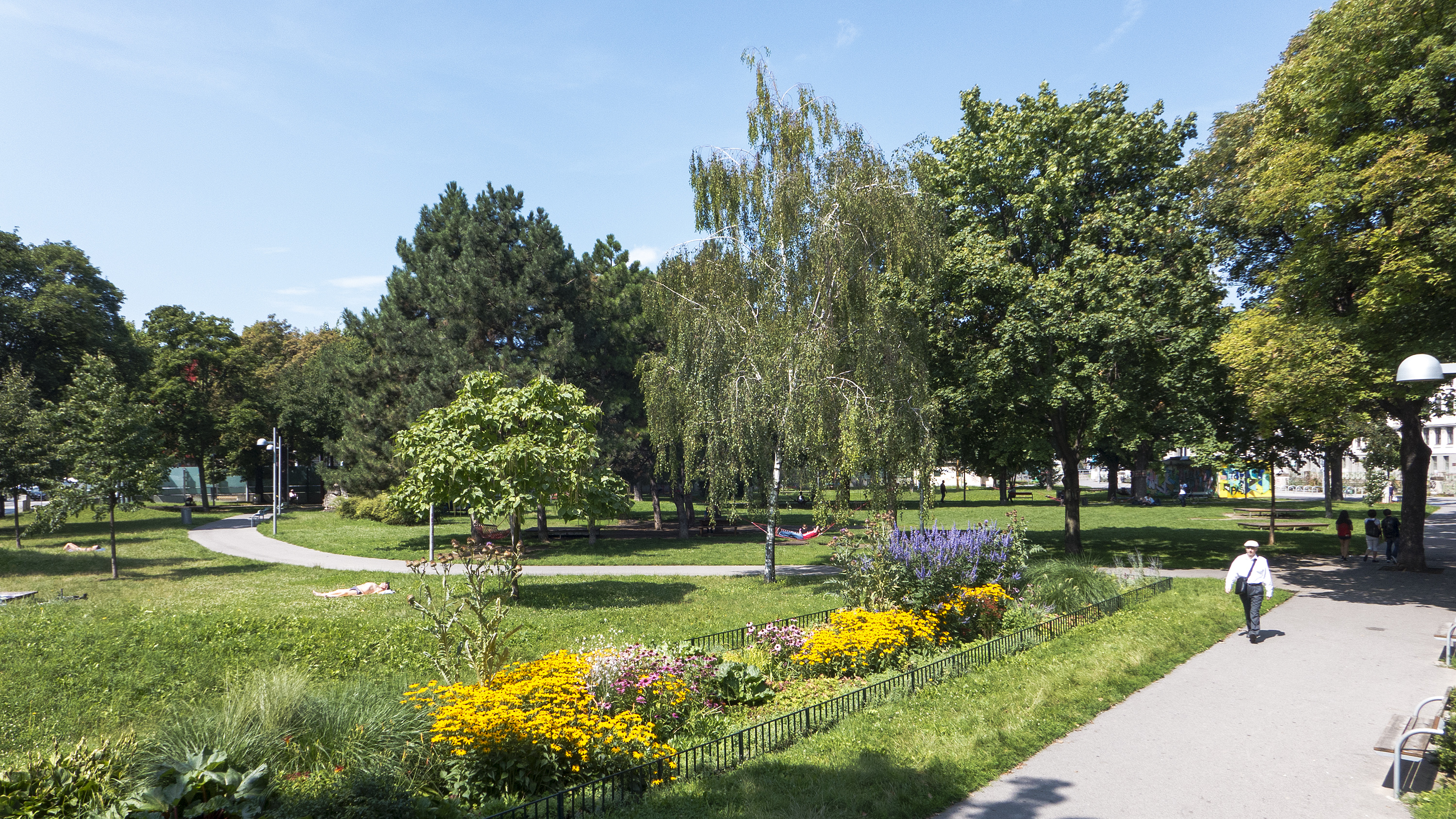
Der Bruno-Kreisky-Park

Der Bruno-Kreisky-Park ist eine Parkanlage im 5. Wiener Gemeindebezirk,  Margareten. Sie befindet sich direkt neben dem Margaretengürtel und der Rechten Wienzeile.
Nach der Schleifung des Linienwalls Ende des 19. Jahrhunderts wurde die Anlage ursprünglich als Sankt-Johann-Park im Bezirksteil Hundsturm errichtet. Namensgeber war 1908 das Spital Zu St. Johann an der Als, das von Friedrich dem Schönen gegründet wurde, der einst dieses Areal besaß.
Am 29. Juli 2005 wurde der Park anlässlich des 15. Todestages von Bruno Kreisky aufgrund der räumlichen Nähe zu dessen Geburtshaus umbenannt. Kreisky hat seine Kindheit und Jugend im Haus Schönbrunner Straße 122 verbracht, das sich im ersten Häuserblock stadteinwärts vom Park befindet. 2006 wurde die von Christine Pillhofer gestaltete Büste Kreiskys im Park aufgestellt.
Am stadtzentrumsseitigen Rand des 10.300 m² großen Areals befindet sich an der St.-Johann-Gasse die Hundsturmer Kapelle.

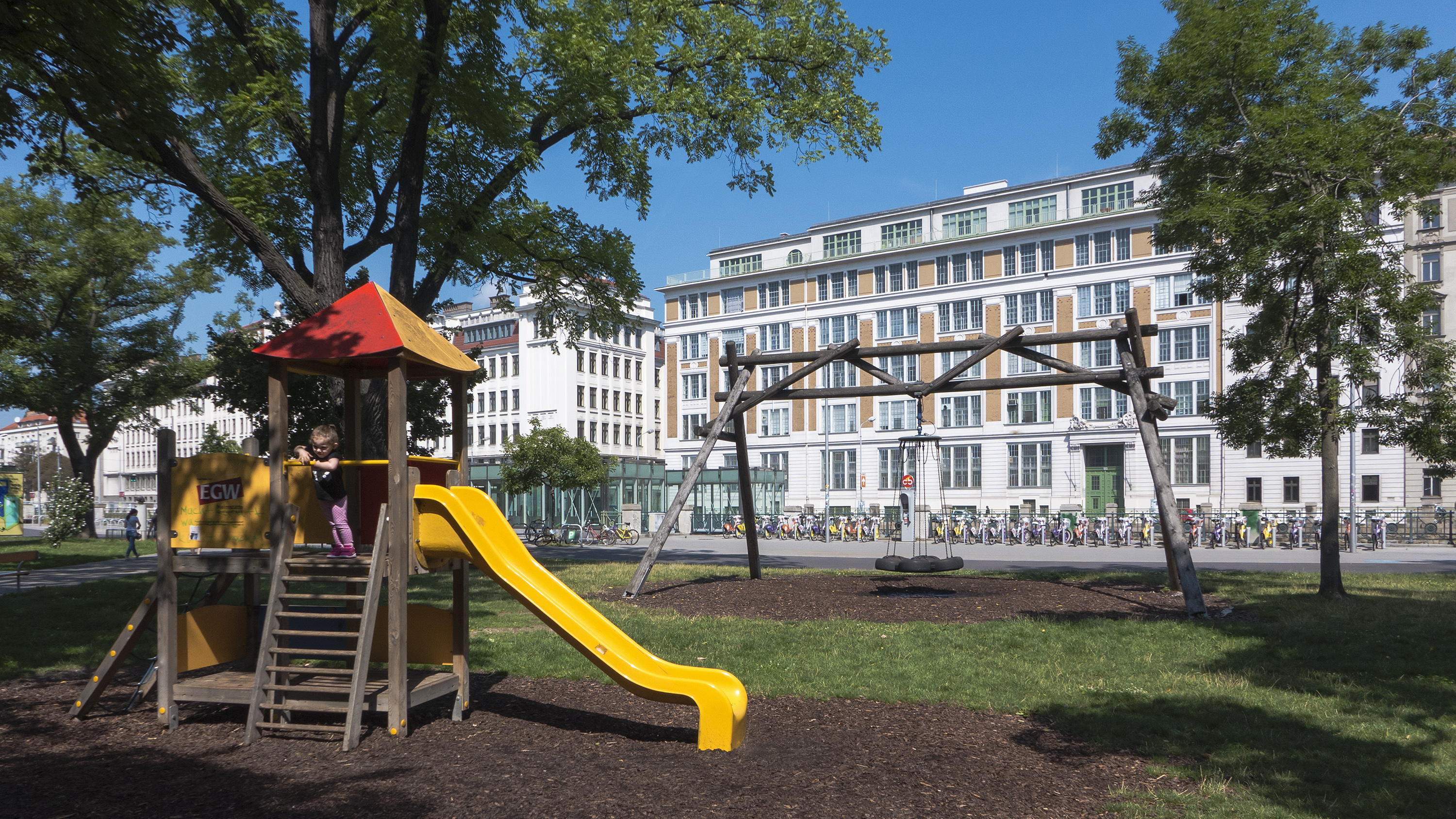
Kinderspielplatz
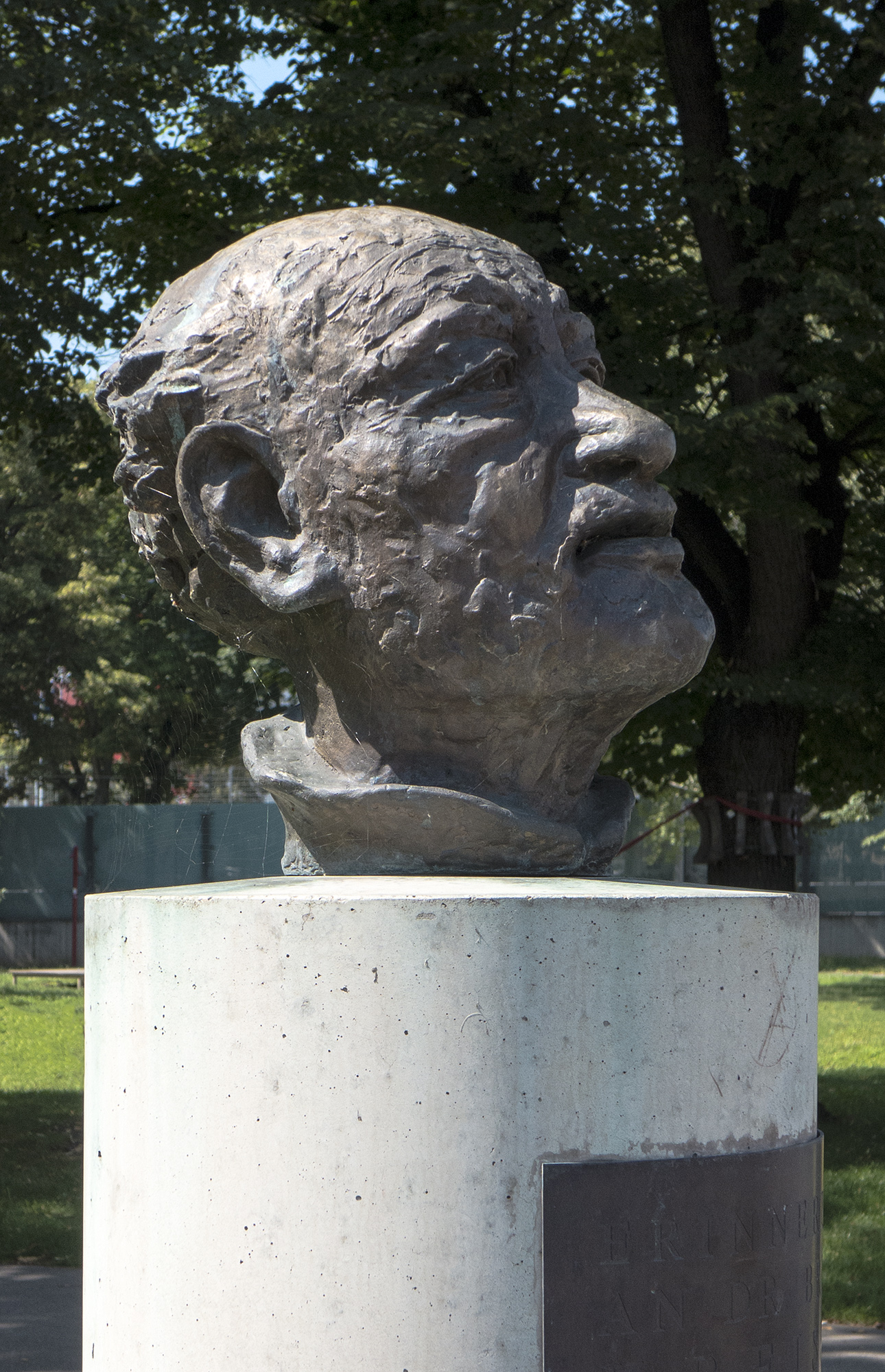
Denkmal für Bruno Kreisky
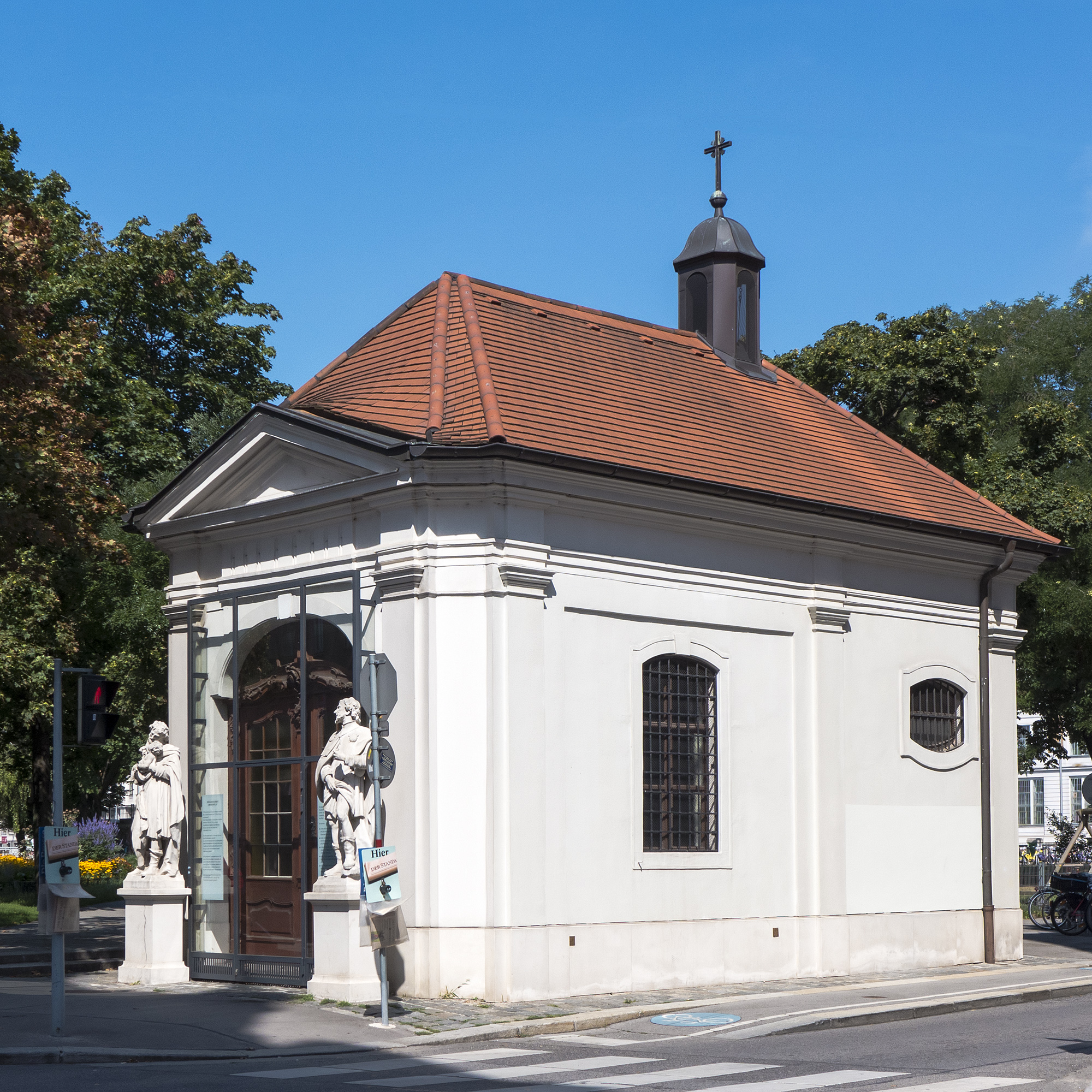
Die Hundsturmer Kapelle
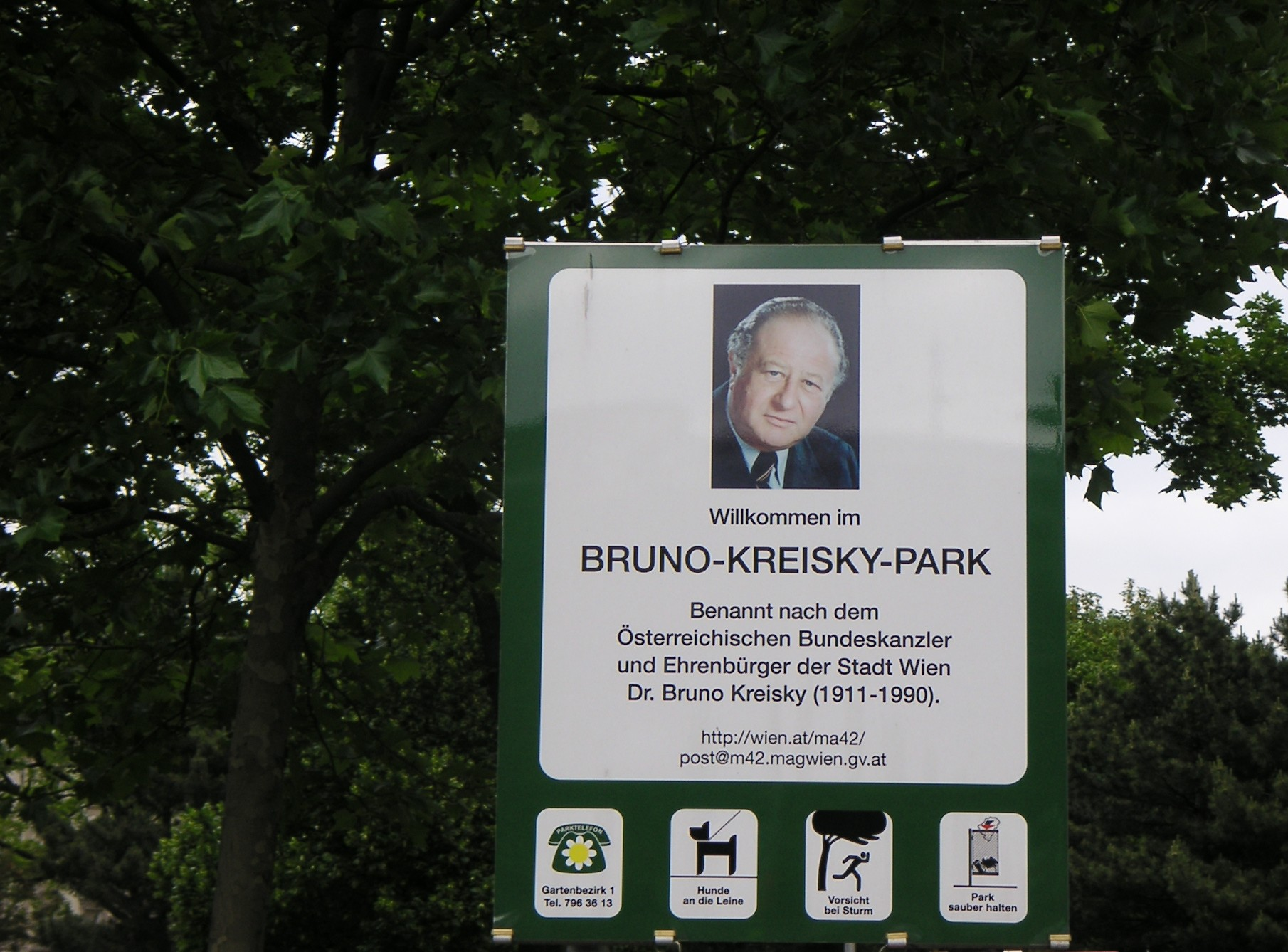
Tafel im Park
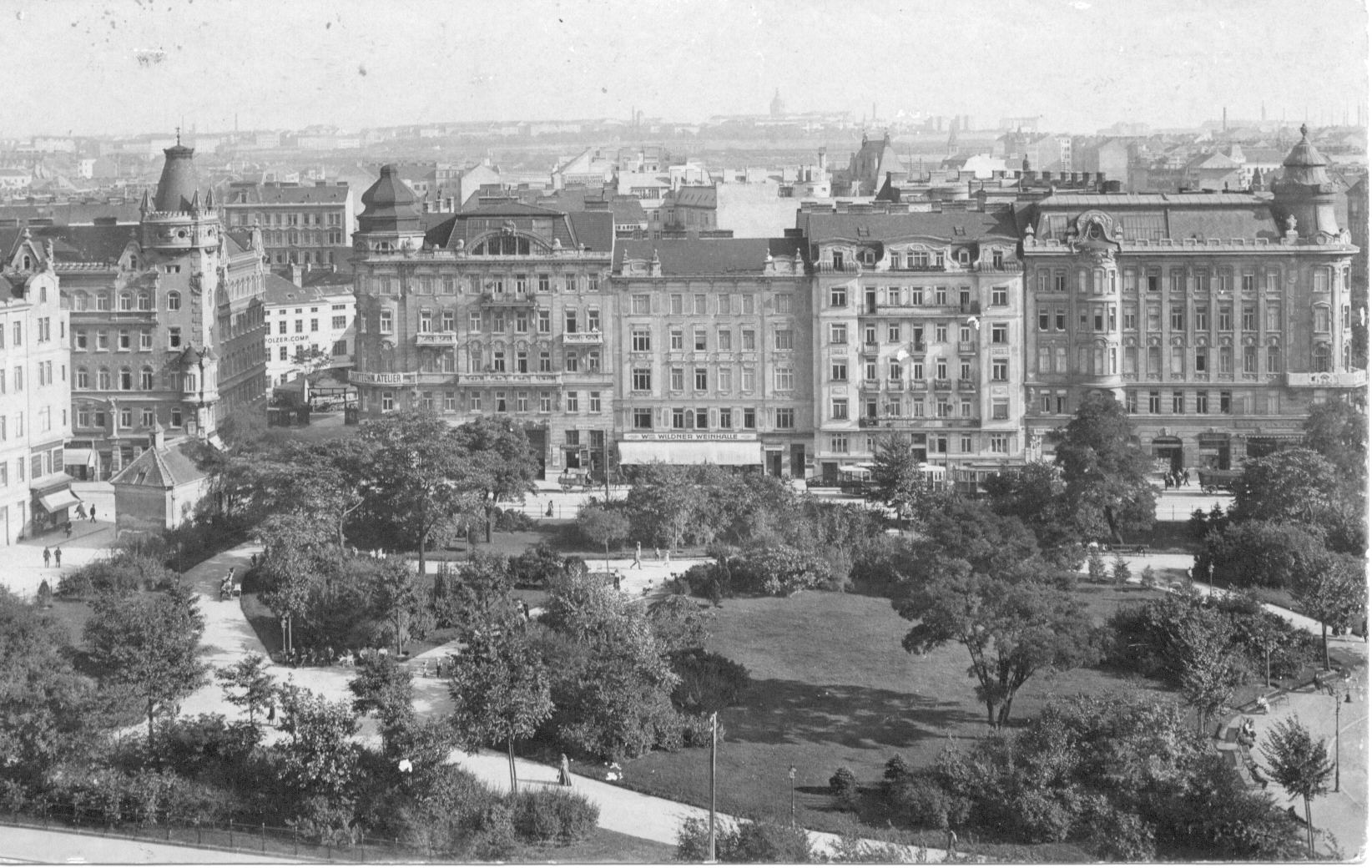
Der heutige Bruno-Kreisky-Park zu Beginn des 20. Jahrhunderts
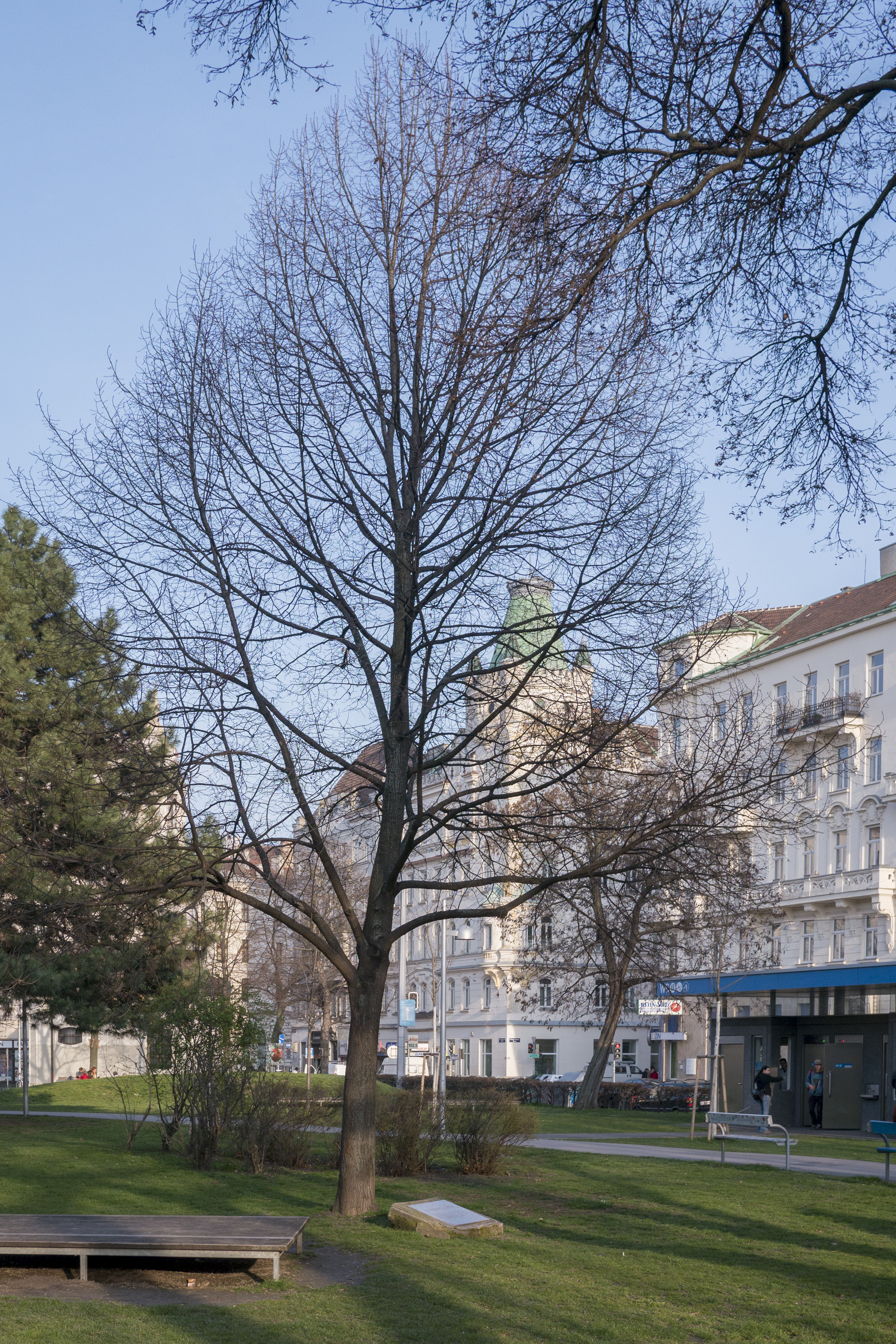
Schubertlinde, gepflanzt anlässlich des 100. Todestags des Komponisten am 19. November 1928